# 増田ジゴロウ
増田ジゴロウ（ますだジゴロウ）とは、テレビ神奈川（tvk）制作のバラエティ仕立ての音楽番組『saku saku』に番組開始当初から2005年7月1日まで、USENが手がける動画配信サイト「GyaO」制作の番組『溜池Now』に番組開始当初から第37回まで、そして、デルフェニックスアーツ製作著作の『増田オンチュー』に出演していたキャラクター。
デザイン担当はDice-K Express（現在はブランド名が同名義、個人名ではダイスケ ジャクソンで活動）。
ここでは同じくダイスケ ジャクソンがデザインを手掛け、ジゴロウとともに『saku saku』の顔であった「ペパー」についても触れる。

## 概要

### 増田ジゴロウ
- 埼玉県熊谷市生まれ（増田おばちゃんの秘密の化学繊維工場うまれ）という設定。誕生日は3月21日、年齢は4億56歳。
- サイコロをモチーフにしている。賽の目が4 - 6しかない「シゴロ賽（さい）」が名前の由来らしい。番組内では、横浜市にあるアパート「エスポワ〜ル横浜第2」の管理人という設定になっている。ジゴロウと接続して後ろから操る人（担当）は自称「黒幕」。普段の素の黒幕から性格が微妙に変化するらしい（番組中の木村カエラの発言から）。
- また、ハードウェア的な機能も持っており、俺パソに接続するとプリンタの役割を果たす。
- 番組収録中、手持ちぶさたな木村カエラに右足をグニグニされているため、左足に比べて右足がかなりへたっている。
- 『ナースウィッチ小麦ちゃんマジカルて』『フタコイオルタナティブ』『さよなら絶望先生』などの作品にジゴロウのパロディキャラらしきものが登場するシーンがある。
- 途中でマペットが代替わりしてver.2.0・ver.3.0と呼ばれた。代替わりにより腹の「俺」と書いた部分や目の位置などデザインとボイスチェンジャーの声質が若干変わっている。
- 『saku saku』出演当時は、キャラクターデザインが若い女性を中心に受け、番組の放送のない地域でも人気を集めていた。キャラクター商品の累計売上は2004年9月時点で30万個を超えていた[1]。
- フジテレビ「ライオンのごきげんよう」に、本キャラクターを模したと思われるCOROZO（コロゾー）というキャラクターが出演していた。本当に模したのであれば、キー局の番組が独立局のキャラクターを模すという前代未聞の事態である。
- 『saku saku』降板後、製作者である「増田のおばちゃん」の元で整備され、大事に保存されていると思われたが、GyaO制作の「溜池Now」に突如出演、中川翔子と共演した。ただし操縦者は「黒幕」とは別人で、第5回放送まではセリフはフキダシで表示されていたが、第6回から喋り出した。デザインを担当したDice-kのコピーライト表記あり。
  - 愛称: 「ジゴちゃん」「ジゴピー」
  - 血液型: A型
  - 誕生日: 3月21日（ただしsakusaku出演当時は黒幕の誕生日である5月10日となっていた）
  - 好きな食べ物: 納豆、豆腐
  - 嫌いな食べ物: キュウリ
  - 得意な物まね: インベーダーの撃つ音。 C-C-Bのドラムの音。
  - 座右の銘:「遺伝子組み換え大豆は使用しておりません」
  - 声優:溜子F溜雄　※溜池Now 第6回以降

- 2009年7月11日放送TBS系（JNN系）報道番組「情報7days ニュースキャスター」内において、木村カエラの資料映像（デビューからの記録）として『saku saku』の映像が紹介[2]され、久々に地上波でジゴロウの姿が放映された。

### ペパー
- 『saku saku』スタート時から関わってきたご意見番（金田真人）の実体化したキャラ。主にジゴロウとカエラのトークに対するツッコミ担当。フローリング床の部屋に住んでいる。一度、自分の部屋で木村カエラ抜きでジゴロウとゲームをしたことがある。
- DVDコーナー、ゲームコーナーを担当している。スタジオが寒い空気になる発言をすると、頭からミノフスキー粒子を出すこともある（ジゴロウなどはこれを「ミノフる」とよんでいる）。
- GyaO制作の「溜池Now」にもジゴロウが喋り始める前まで出演していた。なお、頭から出すものはコショウに変更されている。

## 『saku saku』降板問題
『saku saku』にあかぎあい時代から出演してきた増田ジゴロウは、グッズも大変売れ番組の顔とも言えるキャラクターであった。しかし、2005年6月27日の放送で5日後の7月1日を最後に番組から引退することを発表。ジゴロウ・ペパーのデザイナーであるDice-K Expressも自身のブログにて「一切聞いていなかった」と発言。また、ジゴロウグッズ発売当初からtvk・ミューコムなどと権利関係でもめていたとも発言している。それに関連し、ジゴロウの製作者である増田のおばちゃん（Pb'-factory）も自身のWebサイトでこの問題について発言した。また、DVD「sakusaku ver1.0」の発売が一旦中止になった（ただし後に発売された）。
tvk側からの説明は、神奈川新聞に数日後掲載されたこの件に関する記事まで一切無かった（記事中でtvkからのコメントがあり、これが事実上初の公式コメントとなった）ため、当初は「Dice-K Expressが被害者」とする見方が多かった。しかし神奈川新聞の記事によると「Dice-K Expressが常識外のロイヤリティを要求したため契約を打ち切った」とのことであり、一転してDice-K Express側に非があるとの見方が大きくなっていった。これに対しDice-K Expressはブログにて、「プロデューサーから著作権の放棄を求められた」「神奈川新聞はtvkの大株主であり公平な報道がされていない。記事はtvk側を擁護する内容になっている」などの反論を行った。
このように反論を行ったDice-K Express側ではあるが、その後の経緯（後述）を追っていくと、メディア展開を変える度に同様のトラブルが起因しているのではないかと思えるような降板劇や番組自体の打ち切りが連続しており、Dice-K Express側にとっては不利な状況となってしまっている点は否めない。
なお、2005年4月1日をもって「増田ジゴロウ・ペパー」の著作権はDice-K Express側に戻り、これをもって『saku saku』のオープニングCGも変更され、ハガキやメールが読まれる際の名前のクレジットもジゴロウではなくブルーバックに変更になった。これでtvk・ミューコムとDice-K Expressは完全に袂を分かつ結果になった。
番組内では「元老院議会の決定により、ジェダイである黒幕がFIFFA（Federation International FuwaFuwa-kei Association、最初期は「FIFA」であった）に所属する違うモビルスーツを動かすことになった」という設定で降板劇の説明がされた。
ジゴロウが引退した回での黒幕は「どうせ俺今週で引退だし」「俺もう終わりだ」など憤りを隠さず投げやりな発言をする。最後に「実際にはよくわかっていないし、腑に落ちないところもある」「大人の争いに巻き込まれた」、そして「笑いは会議室で起こってるんじゃない、現場で起こってるんだ!」と発言を残して引退。引退したのはジゴロウというキャラクターのみであって、翌週（2005年7月4日の週）からも黒幕やご意見番は出演を続行した。
『saku saku』の2006年9月25日放送分において、黒幕はジゴロウのことを「ああ、前いたヤツね」「火事で死んだ」と発言した。
以後、黒幕をはじめ番組内でジゴロウの名前を出す事はなくなり、ジゴロウの初代パートナーであったあかぎあいが2009年4月に番組へ1週限定復帰した際にも、昔話をする際に黒幕はジゴロウの存在を「あの頃は四角かったんだけどね」「〜〜ちゃん（ジゴちゃん、を声ではなく近い音のイントネーションのみで表現）」として仄めかす発言はしたが、名前を口にすることはなかった。2008年にオンエアされた"川口のうた"でも歌詞に｢ジゴ○○｣｢○○ロウ｣とジゴロウの名を完全に出していない。
2022年8月28日に放送されたtvk開局50周年特別番組『saku saku 2022〜復活の呪文 らえからむきとんせんぃう゛いらし〜』にて、木村カエラ初登場シーンが映されたが、VTRではなくジゴロウ部分をVTRから切り取った静止画のみでの紹介となった。そのことを黒幕は「事情がありましてね…」「あればっかりは（『saku saku』復活を行う）呪文でどうにもならなかった…」「大人の事情」などと説明し、木村カエラが「その時代のコトは葬り去られちゃったの…？」との問いに、黒幕は「それ誰も関係者は言えないけど」と発言した。

## 溜池Now
撮影で使用されていたジゴロウ・ペパーの人形は「増田のおばちゃん」の元で修復され保管されていたというが、動画配信サイトGyaOにて2006年2月に配信された番組「増田ジゴロウ MZ-4946」にペパーと共に出演した（後の「溜池Now」の前身）。この番組には『saku saku』を意識したと思われる場面（ショートカットの女性、口から衝撃波を放つなど）がいくつか登場した。
その後、『溜池Now』に引き続き出演した増田ジゴロウであったが、第38回から「ジゴロウPは永いの旅に出ました」というナレーションとともに突如出演しなくなった。中川翔子の2007年8月20日のブログには「翔子詳細しらないんだけどかなりいろいろあったらしい」「うわーんバイバイもしてないままいきなりいなかったんよ！(´；ω；`)どーしてー(´；ω；`)」「大人の事情でジゴロウはいなくなりましたが」と記載されている。
なお、溜池NOWのDVDの1巻と2巻でジゴロウ時代の番組を見る事ができる。

## 増田オンチュー
2007年11月7日より、デルフェニックスアーツの製作著作により、長野朝日放送にて枠借りの形で放送が開始された番組『増田オンチュー』に椎名法子とともに出演した。
番組フォーマット・設定・セットデザイン（屋根上方式など）などが前出の『saku saku』に似ており、ダイスケ ジャクソンが「企画演出・デザイン」でクレジットされていた。
長野朝日放送での2009年3月25日放送分（第71回目）より、増田ジゴロウのホームページでの配信が開始されている。
番組が縁で、アニメ『マクロスF』の第15話及び角川書店少年エースの漫画版『マクロスF』の2009年2月号分（コミックス版は未刊行）にモブ出演を果たすなど、活躍の場を広げていたが、長野朝日放送での放送に関しては、2009年4月1日をもって終了。番組はBS朝日でも遅れネットの形で放送されていたが、BS朝日で放送された最終回（2009年4月24日）では終わる雰囲気など全く無い番組展開（お手紙など各種募集のお知らせを行っていた）の上、出演者サイドには突然の終了と知らされた。
なお、番組コーナーで「第1回あさがやまんがまつり」というイベントを開催すると発表していた（第2回の開催もあわせて予告されていた）が、番組自体が放送終了した為、開催されることは無かった。